# Sockerbagaren (dikt av Zacharias Topelius)
För sången Sockerbagaren, se Sockerbagaren.
Sockerbagaren är en dikt av Zacharias Topelius, som ingår i hans Läsning för barn som "Yrkesvisa 12". Det är sockerbagaren själv som för ordet, och dikten innehåller en god portion humor.